# Марк Корнелий Цетег (консул 160 года до н. э.)
Марк Корне́лий Це́тег (лат. Marcus Cornelius Cethegus; умер после 160 года до н. э.) — римский политический деятель из патрицианского рода Корнелиев, консул 160 года до н. э. Во время консулата занимался осушением Понтинских болот в Лации.

## Происхождение
Марк Корнелий принадлежал к одному из самых знатных и разветвлённых родов Рима, имевшему этрусское происхождение. Первыми носителями когномена Цетег (Cethegus или Cetegus) были Гай Корнелий (консул 197 года до н. э.) и Марк Корнелий, консул 204 года до н. э. О генеалогии этой семьи практически ничего не известно. Капитолийские фасты сообщают, что Марк был сыном Гая, внуком Гая, но исследователи не считают возможным связать его с другими упоминающимися в источниках представителями рода.

## Биография
Учитывая дату консулата, рождение Марка Корнелия Цетега может быть отнесено приблизительно к 203 году до н. э. Первое упоминание об этом нобиле в сохранившихся источниках относится к 171 году до н. э., когда он стал одним из трёх легатов, направленных сенатом к консулу Гаю Кассию Лонгину. Последний самовольно двинулся из своей провинции Цизальпийская Галлия в Македонию, чтобы принять участие в войне с царём Персеем. Цетег и его спутники — Публий Марций Рекс и Марк Фульвий (Флакк или Нобилиор) — догнали Лонгина в Иллирии и передали приказ, «чтобы он ни с каким племенем не затевал войны иначе как по решению сената»; Лонгин был вынужден подчиниться и увести армию обратно.
В 169 году до н. э. Марк Корнелий был триумвиром по делам колоний (лат. coloniae deducendae); в состав этой коллегии вошли также триумвиры Тит Анний Луск и Публий Деций Субулон. Задачей триумвиров было переселить в недавно основанный в землях венетов город  Аквилея ещё тысячу пятьсот римских семейств, о чём просили сенат местные колонисты.
Исходя из даты консулата и требований Закона Виллия, установившего минимальные временные промежутки между магистратурами, Марк Корнелий Цетег должен был не позже 163 года до н. э. занимать должность претора. Но следующее упоминание о нём в источниках относится только к 160 году до н. э., когда Марк Корнелий достиг вершины своей карьеры — консулата. Его коллегой стал плебей Луций Аниций Галл. Эпитоматор Ливия сообщает, что по жребию Марку Корнелию Цетегу выпало осушить часть Понтинских болот в южной части Лация, и он с этой задачей справился, сделав эту местность пригодной для занятий земледелием.
О дальнейшей судьбе Марка Корнелия Цетега ничего не известно.